# Museo diocesano d'arte sacra (Chiavari)
Il museo diocesano d'arte sacra è un polo museale situato nel comune di Chiavari, in piazza Nostra Signora dell'Orto, nella città metropolitana di Genova. Ha sede al primo piano del palazzo Vescovile (edificato tra il 1833 e il 1836), in cinque sale che precedentemente erano utilizzate come biblioteca del seminario.
Il museo, inaugurato nel 1984, è stato ampliato nel 2000, espone opere provenienti dalla città e dal territorio della diocesi di Chiavari.

## Opere
L'itinerario espositivo propone dipinti, sculture, argenti e tessuti appartenenti sia a chiese tuttora officiate, sia a complessi religiosi oggi non più esistenti.

### Pinacoteca
Di particolare rilievo fra i dipinti:
- Madonna con Gesù Bambino (XIV secolo), attribuita alla cerchia del Maestro genovese di Santa Maria di Castello;
- Madonna con Gesù Bambino (1350 circa), tempera su tavola, di anonimo pittore ligure, proveniente dall'oratorio dei Disciplinanti di Moneglia;
- il polittico di Sant'Andrea (1484) di Carlo Braccesco;
- Madonna con Gesù Bambino (inizio XVI secolo), tempera su tavola, di Lorenzo Fasolo, proveniente dalla chiesa di San Nicolò dell'Isola di Sestri Levante;
- Madonna con Gesù Bambino (1521), tempera su tavola, proveniente dalla chiesa di San Giovanni Battista di Chiavari;
- Deposizione dalla croce (1600 circa), olio su tela, di Cesare Corte, proveniente dalla chiesa dei Cappuccini di Sestri Levante;
- Nozze mistiche di santa Caterina d'Alessandria (1625 circa), olio su tela, di Giovanni Andrea Ansaldo;
- Trinità e santi (seconda metà del XVII secolo), olio su tela, di Giovanni Antonio e Bartolomeo Guidobono.

### Scultura
Fra le sculture spiccano:
- Sant'Antonio abate (XVI secolo), scultura lignea, di anonimo scultore ligure;
- Quattro busti raffiguranti un Re, una Regina e due Guerrieri (XVII secolo), sculture lignee, di anonimo scultore ligure.

### Suppellettile liturgica
In questa sezione sono di particolare interesse:
- un cofanetto d'arte limosina (XIII secolo), proveniente dalla chiesa di Santa Croce di Moneglia;
- la croce pettorale di papa Innocenzo IV contenente tre frammenti della Vera Croce (metà del XIII secolo), in cristallo di rocca, donata nel 1252 dallo stesso pontefice alla basilica dei Fieschi di San Salvatore di Cogorno;
- i reliquiari (XIV secolo);
- un turibolo ed una navetta portaincenso (XV secolo), provenienti dalla soppressa abbazia di San Girolamo della Cervara di Santa Margherita Ligure;
- un baldacchino processionale, detto Cielo (fine XVI - inizio XVII secolo), ricamato in seta policroma e oro, di manifattura cinese, proveniente dalla chiesa di San Giovanni Battista di Chiavari;
- un ostensorio (1671), in argento, di bottega palermitana, proveniente dalla basilica dei Santi Gervasio e Protasio di Rapallo;
- un ostensorio, in argento e corallo, di bottega trapanese, proveniente dalla chiesa di San Giacomo di Corte di Santa Margherita Ligure.

### Paramenti sacri ed ex voto
I paramenti sacri esposti nelle teche documentano la ricca tradizione tessile del territorio, con tessuti provenienti da Zoagli e Lorsica, importanti centri manifatturieri a partire dal XVIII secolo.
Dalla vicina santuario-cattedrale di Nostra Signora dell'Orto proviene un'interessante raccolta di ex voto.